# Eumeekia flavicosta
Eumeekia flavicosta là một loài bướm đêm trong họ Geometridae.